# Strängnäs kommun
Strängnäs kommun är en kommun i Södermanlands län. Centralort är Strängnäs.
Ytan domineras av skogsmark även om kommunen, i jämförelse med riket som helhet, även har en stor andel jordbruksmark. Jordbruksmarken utgörs till största del av stora uppodlade lerslätter, varav de viktigaste återfinns kring Mälarens fjärdar och vikar. 
Kommunen förknippas sedan 1990-talet med läkemedelstillverkning med hjälp av bioteknik. Pfizer investerade på 2000-talet i en ny produktionsanläggning för detta ändamål och företaget har därefter vuxit till den största privata arbetsgivaren i kommunen. 
Sedan kommunen bildades 1971 och fram till 2020 har befolkningstrenden varit positiv. Tillväxten under dessa år har inneburit att folkmängden ökat från 20 579 till 37 290 invånare. 
Historiskt har kommunen haft en stor andel som röstat på de borgerliga partierna, det enskilt största partiet fram till 2006 var dock Socialdemokraterna. Därefter har Moderaterna varit det största partiet. Sedan valet 2014 och åtminstone fram till valet 2026 styr de två största partierna, Moderaterna och Socialdemokraterna, kommunen.

## Administrativ historik
Kommunens område motsvarar socknarna: Arnö (del av), Aspö, Fogdö, Helgarö, Härad, Kärnbo, Länna, Strängnäs, Toresund, Vansö, Ytterselö, Åker  och Överselö. I dessa socknar bildades vid kommunreformen 1862 landskommuner med motsvarande namn. I området fanns även Strängnäs stad och Mariefreds stad vilka 1863 bildade varsin stadskommun.
1943 upplöstes Arnö landskommun och en del (Oknön) införlivades i Aspö landskommun. 1950 upplöstes Strängnäs landskommun där en del (fastlandsdelen) införlivades i Strängnäs stad och ö-delen i Aspö landskommun.
Vid kommunreformen 1952 bildades ett antal storkommuner i området: Stallarholmen (av de tidigare kommunerna  Toresund, Ytterselö och Överselö), Tosterö (av Aspö samt delar av Fogdö och Vansö) Vårfruberga (av Helgarö och Härad samt delar av Fogdö och Vansö) samt Åker (av Länna och Åker). Samtidigt uppgick Kärnbo landskommun och Taxinge landskommun i Mariefreds stad medan Strängnäs stad förblev oförändrad.
Strängnäs kommun bildades vid kommunreformen 1971 av Strängnäs stad och landskommunerna Stallarholmen, Tosterö, Vårfruberga och Åker samt en del ur Mariefreds stad (Mariefred och Kärnbo).
Från 2006 hade området Mariefred av en egen kommundelsnämnd, Mariefredsnämnden, och som till sitt stöd hade en egen kommundelsförvaltning, med kontor i det gamla Rådhuset vid Rådhustorget. Nämnden avvecklades efter några år.
Kommunen ingår sedan bildandet i Eskilstuna tingsrätts domsaga.

## Geografi

### Topografi och hydrografi
Berggrunden i området som utgör kommunen domineras av gnejs och granit, vilka till största del är klädda med stora uppodlade lerslätter och lövträdsdungar. De viktigaste odlingsområdena återfinns kring Mälarens fjärdar och vikar. Höjderna är oftast bevuxna med barrskog. I söder, vid Mälarmården, är kontrasterna i topografin påtagliga och området avgränsas mot norr av en stor förkastning. Vidare genomkorsas kommunen  av ett flertal rullstensåsar, som exempelvis  Enköpingsåsen i nordöst.
Nedan presenteras andelen av den totala ytan 2020 i kommunen jämfört med riket.
|  | Bebyggelse (6,8 %) |

|  | Skog (60,8 %) |

|  | Öppen myrmark (1,1 %) |

|  | Jordbruksmark (22,5 %) |

|  | Övrig mark (8,7 %) |

|  | Bebyggelse (3,1 %) |

|  | Skog (68,0 %) |

|  | Öppen myrmark (7,2 %) |

|  | Jordbruksmark (7,4 %) |

|  | Övrig mark (14,3 %) |

### Naturskydd
År 2024 fanns 23 naturreservat i Strängnäs kommun. Av dessa var 12 också skyddade Natura 2000-områden. Som exempel på sådana områden kan nämnas Bråtön som skyddades 1997. Reservatet omfattar ett område om 36,8 hektar som inkluderar Stora Bråtön, Lilla Bråtön och ett våtmarksområde. Där trivs de sällsynta och bredbladiga gräsen strävlosta, långsvingel och skogssvingel likväl som aspfjädermossa, ullticka, veckticka och barkticka.

### Administrativ indelning

#### För befolkningsrapportering
Fram till 2016 var kommunen för befolkningsrapportering indelad i fem församlingar: Mariefreds församling, Stallarholmens församling, Strängnäs domkyrkoförsamling med Aspö, Vårfruberga-Härads församling och Åker-Länna församling.

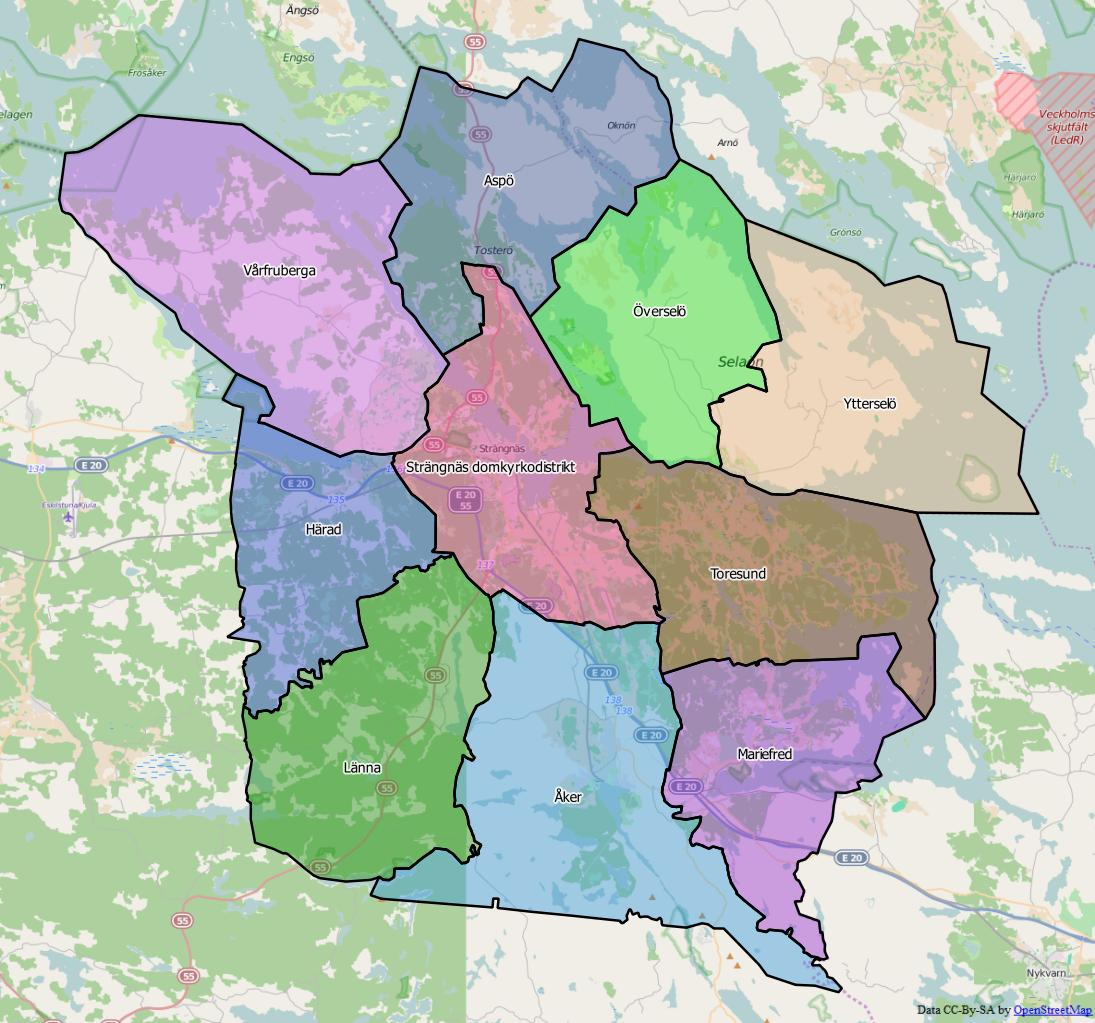
Distrikt inom Strängnäs kommun

Från 2016 indelas kommunen i följande distrikt:
- Aspö
- Härad
- Länna
- Mariefred
- Strängnäs domkyrkodistrikt
- Toresund
- Vårfruberga
- Ytterselö
- Åker
- Överselö

#### Kommundelar
Strängnäs kommun räknar med följande åtta kommundelar:
| Delområde              | Motsvarande distrikt                     |
| ---------------------- | ---------------------------------------- |
| Strängnäs (centrum)    | Strängnäs domkyrkodistrikt (del av)      |
| Tosterö (nord)         | Aspö Strängnäs domkyrkodistrikt (del av) |
| Stallarholmen (öst)    | Toresund Ytterselö Överselö              |
| Mariefred (sydöst)     | Mariefred                                |
| Åker (syd)             | Åker                                     |
| Länna (sydväst)        | Länna                                    |
| Härad (väst)           | Härad                                    |
| Vårfruberga (nordväst) | Vårfruberga                              |

### Tätorter
Vid tätortsavgränsningen av Statistiska centralbyrån den 31 december 2015 fanns det tolv tätorter i Strängnäs kommun.
| Nr | Tätort              | Folkmängd |
| -- | ------------------- | --------- |
| 1  | Strängnäs           | 13 693    |
| 2  | Mariefred           | 3 911     |
| 3  | Åkers styckebruk    | 2 980     |
| 4  | Abborrberget        | 2 324     |
| 5  | Stallarholmen       | 1 674     |
| 6  | Marielund           | 532       |
| 7  | Härad               | 508       |
| 8  | Björktorp och Sanda | 433       |
| 9  | Merlänna            | 383       |
| 10 | Kalkudden           | 278       |
| 11 | Tuna                | 270       |
| 12 | Vansö kyrkby        | 202       |

Centralorten är i fet stil.

## Styre och politik

### Styre
Mandatperioden 2010–2014 styrdes Strängnäs kommun av en blocköverskridande koalition bestående av Socialdemokraterna, Miljöpartiet, Centerpartiet och Folkpartiet. Tillsammans samlade koalitionen 29 av 55 mandat i kommunfullmäktige. Efter valet 2014 bildades en ny blocköverskridande majoritet bestående av de två största partierna, Moderaterna och Socialdemokraterna. Det innebar att Folkpartiet, som suttit i en styrande position i 40 av de 43 år som kommunen då funnits, fick lämna makten. Det blocköverskridande samarbetet med Moderaterna och Socialdemokraterna vid makten fortsatte även mandatperioden 2018–2022 samt mandatperioden 2022–2026.

### Kommunfullmäktige

#### Presidium
| Presidium 2022–2026    | Presidium 2022–2026 | Presidium 2022–2026  |
| ---------------------- | ------------------- | -------------------- |
| Ordförande             | S                   | Bodil Mellgren       |
| Förste vice ordförande | M                   | Anncharlotte Nilsson |
| Andre vice ordförande  | V                   | Merja Kylmämaa       |

#### Mandatfördelning 1970–2022
|  | 22 | 10 | 9 |  | 6 |

| 40 | 9 |

| 2 | 21 | 11 | 7 |  | 7 |

| 39 | 10 |

|  | 21 | 10 | 8 |  | 8 |

| 37 | 12 |

| 2 | 21 | 8 | 8 |  | 9 |

| 29 | 20 |

| 2 | 22 |  | 7 | 5 |  | 11 |

| 32 | 17 |

| 2 | 20 |  | 5 | 11 | 10 |

| 33 | 16 |

| 2 | 20 | 2 | 5 | 10 |  | 9 |

| 29 | 20 |

|  | 16 |  | 8 | 4 | 6 | 2 | 11 |

| 27 | 22 |

| 2 | 18 |  | 10 | 4 | 4 |  | 9 |

| 27 | 22 |

| 4 | 18 | 2 | 4 | 4 | 4 | 13 |

| 30 | 19 |

| 3 | 17 | 2 |  | 5 | 8 | 3 | 10 |

| 27 | 22 |

| 2 | 16 | 2 |  | 2 | 2 | 4 | 5 | 2 | 13 |

| 27 | 22 |

|  | 15 | 4 |  |  | 3 | 6 | 4 |  | 15 |

| 35 | 20 |

| 3 | 14 | 4 | 6 |  |  | 4 |  |  | 17 |

| 32 | 23 |

| 4 | 12 | 3 | 8 |  | 5 |  | 3 | 17 |

| 30 | 25 |

| 3 | 14 |  | 9 | 3 | 3 |  | 3 | 17 |

| 32 | 23 |

### Nämnder

#### Kommunstyrelse
Kommunstyrelsen 13 ordinarie ledamöter.
| Presidium 2022–2026    | Presidium 2022–2026 | Presidium 2022–2026 |
| ---------------------- | ------------------- | ------------------- |
| Ordförande             | M                   | Jacob Högfeldt      |
| Förste vice ordförande | S                   | Anders Härnbro      |
| Andre vice ordförande  | LOK                 | Lars Larsson        |

#### Lista över kommunstyrelsens ordförande
- Jens Persson, Centerpartiet, 2008–2014[20]
- Jacob Högfeldt, Moderaterna, 1 januari 2015–[21][22]

Denna lista hämtas från Wikidata. Informationen kan ändras där.

#### Övriga nämnder
| Nämnd                              | Ordförande | Ordförande                 | Vice ordförande | Vice ordförande      | Andre vice ordförande | Andre vice ordförande |
| ---------------------------------- | ---------- | -------------------------- | --------------- | -------------------- | --------------------- | --------------------- |
| Barn- och utbildningsnämnden       | M          | Catharina St Cyr           | S               | Nasra Ali            | C                     | Hanna Lindahl         |
| Krisledningsnämnden                | M          | Jacob Högfeldt             | S               | Anders Härnbro       |                       |                       |
| Kulturnämnden                      | S          | Jennie Larsson Tjernström  | M               | Marie Larsson        | KD                    | Catharina De Geer     |
| Miljö- och samhällsbyggnadsnämnden | S          | Anders Härnbro             | M               | Elinor Caruth        | V                     | Yvonne Knuutinen      |
| Socialnämnden                      | S          | Thord Modin                | M               | Thore Berggren       | V                     | Merja Kylmämaa        |
| Teknik- och fritidsnämnden         | M          | Christine Blomqvist Gyllby | S               | Torbjörn Johansson   | C                     | Christer Svedberg     |
| Valnämnden                         | S          | Leif Gunnar Klingensjö     | M               | Anncharlotte Nilsson | V                     | Ted Danson            |

Källa:

### Valresultat 2022
| Parti                            | Valdistrikt           | Valdistrikt | Kommun  |
| Parti                            | Starkaste             | Andel       | Andel   |
| -------------------------------- | --------------------- | ----------- | ------- |
| M                                | Storgärdet-Sidöparken | 38,33 %     | 31,05 % |
| S                                | Stadsskogen           | 33,41 %     | 24,76 % |
| SD                               | Åker S                | 31,53 %     | 16,62 % |
| V                                | Stadsskogen           | 8,95 %      | 5,89 %  |
| C                                | Vårfruberga           | 16,98 %     | 5,83 %  |
| STRP                             | Härad                 | 9,06 %      | 5,01 %  |
| KD                               | Norra Tosterö-Aspö    | 6,22 %      | 4,55 %  |
| L                                | Slottsbrinken-Viggeby | 5,99 %      | 3,38 %  |
| MP                               | Marielund-Hedlandet   | 3,94 %      | 2,25 %  |
| PNy                              | Eldsund-Tingstuhöjden | 2,14 %      | 0,42 %  |
| Data hämtat från Valmyndigheten. |                       |             |         |

Exklusive uppsamlingsdistrikt. Partier som fått mer än en procent av rösterna i minst ett valdistrikt redovisas.

### Vänorter
- Ribe, Danmark
- Saku, Estland
- Kisko, Muurla, Sagu, Finland
- Kanava, Lettland
- Leikanger, Norge
- Olsztynek, Polen
- Priozersk, Ryssland
- Loiborsoit, Tanzania stöds av föreningen Strängnäs Simanjiro Loiborsoit
- Ratzeburg, Rheinsberg, Tyskland

## Ekonomi och infrastruktur

### Näringsliv
Över hälften av alla anställda i kommunen, cirka 4 925 personer, arbetade 2006 på de 15 största företagen i kommunen inkluderat  offentlig verksamhet. Strängnäs kommun var med sina 2 375 anställda kommunens största arbetsgivare. Största privata arbetsgivare var då Åkers Sweden AB med cirka 325 anställda.[källa behövs] Året därpå, 2007, dominerades det lokala privata näringslivet av tjänsteföretag. Av kommunens drygt 3 259 arbetsställen räknades, enligt SCB:s företagsregistertvå tredjedelar till tjänstenäringar, 19 procent var industriföretag och 15 procent tillhörde areella näringar.
Den biotekniska industrin är av betydelse för kommunens näringsliv. När Pfizer investerade i en ny produktionsanläggning 2009 hade läkemedelstillverkning med hjälp av bioteknik redan pågått i över 20 år i kommunen. Kort därpå gjorde även andra företag som Skanska, tyskt ägda Leine & Linde och schweiziskt ägda SFS Intec betydande investeringar i nya produktionsanläggningar.[källa behövs] År 2022 var Pfizer kommunens största privata arbetsgivare med 325 anställda. Kommunen själv var samtidigt den största arbetsgivaren med 3 275 anställda.
Lotteriinspektionen har sitt säte i Strängnäs.

### Infrastruktur

#### Transporter
Kommunen genomkorsas av Europaväg 20 samt av riksväg 55 och länsväg 223. Genom kommunen går även järnvägen Södertälje–Eskilstuna. Dessutom löper Sörmlandsleden genom södra delarna av kommunen.

## Befolkning

### Befolkningsutveckling
Kommunen har 39 313 invånare (31 december 2024), vilket placerar den på 69:e plats avseende folkmängd bland Sveriges kommuner.
| Befolkningsutvecklingen i Strängnäs kommun 1970–2020 | Befolkningsutvecklingen i Strängnäs kommun 1970–2020 | Befolkningsutvecklingen i Strängnäs kommun 1970–2020 | Befolkningsutvecklingen i Strängnäs kommun 1970–2020 | Befolkningsutvecklingen i Strängnäs kommun 1970–2020 |
| ---------------------------------------------------- | ---------------------------------------------------- | ---------------------------------------------------- | ---------------------------------------------------- | ---------------------------------------------------- |
|                                                      |                                                      |                                                      |                                                      |                                                      |
| År                                                   |                                                      |                                                      | Folkmängd                                            |                                                      |
| 1970                                                 | 1970                                                 |                                                      | 20 579                                               |                                                      |
| 1975                                                 | 1975                                                 |                                                      | 22 245                                               |                                                      |
| 1980                                                 | 1980                                                 |                                                      | 23 705                                               |                                                      |
| 1985                                                 | 1985                                                 |                                                      | 24 905                                               |                                                      |
| 1990                                                 | 1990                                                 |                                                      | 26 835                                               |                                                      |
| 1995                                                 | 1995                                                 |                                                      | 28 669                                               |                                                      |
| 2000                                                 | 2000                                                 |                                                      | 29 610                                               |                                                      |
| 2005                                                 | 2005                                                 |                                                      | 30 655                                               |                                                      |
| 2010                                                 | 2010                                                 |                                                      | 32 419                                               |                                                      |
| 2015                                                 | 2015                                                 |                                                      | 34 102                                               |                                                      |
| 2020                                                 | 2020                                                 |                                                      | 37 290                                               |                                                      |

## Kultur

### Kulturarv
Strängnäs domkyrka med Roggeborgen och dess skatter är viktiga kulturella objekt. I Mariefred ligger Gripsholms slott, med statens porträttsamlingar, och Grafikens hus.

### Kommunvapen
Blasonering: I fält av guld S:t Petrus och S:t Paulus, sida vid sida, i röd klädnad med hy och nimbus av silver, med hår och skägg samt nyckel och svärd blå.
Strängnäs kommunvapen baseras på det gamla vapnet för Strängnäs stad. Strängnäs stifts skyddshelgon har förekommit i Strängnäs stads sigill sedan medeltiden. Det första kända tillfället då emblemet dyker upp, var som ett sigill på ett pergamentbrev år 1337. Sigillet fastställdes som stadsvapen av Kungl. Maj:t år 1937. Efter kommunbildningen 1971 hade Strängnäs tillförts ytterligare fyra vapenförande enheter. Kommunen valde att använda det äldsta vapnet, den namngivande enhetens vapen.
Den nuvarande blasoneringen är från 1975 och skiljer sig från den tidigare blasoneringen på så sätt att hudens färg numera bestämts till silver samt att hår och skägg fått en blå färg, något som tidigare varit utelämnat i blasoneringen. Dessutom var också mantlarna gröna tidigare. Kommunen lät registrera vapnet med denna nya blasonering hos PRV 1977.